# Smedsudden

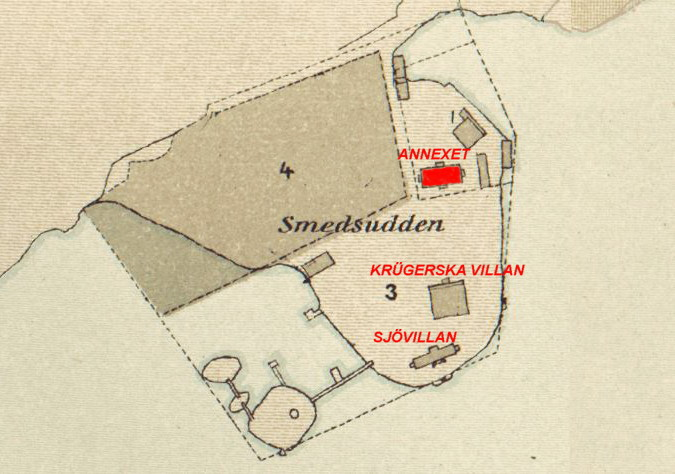
Smedsudden med "Sjövillan", "Krügerska villan" och "Annexet" 1899. Enbart Annexet (ifylld röd) finns kvar idag.

Smedsudden är en udde belägen i stadsdelen Marieberg på den sydvästra delen av ön Kungsholmen i Stockholms innerstad. Till Smedsudden har av hävd även räknats de två, ursprungligen tre, Kanonholmarna. Efter utfyllnad av det smala sundet mot Smedsudden på 1960- och 1970-talen ingår holmarna nu även topografiskt i Smedsudden. Av den ursprungligen omfattande bebyggelsen återstår idag enbart "Annexet" som uppfördes 1884 och hörde till Krügerska villan. Annexet i tidstypisk schweizerstil är grönmärkt av Stadsmuseet i Stockholm vilket innebär ”särskilt värdefull från historisk, kulturhistorisk, miljömässig eller konstnärlig synpunkt”.

## Historik

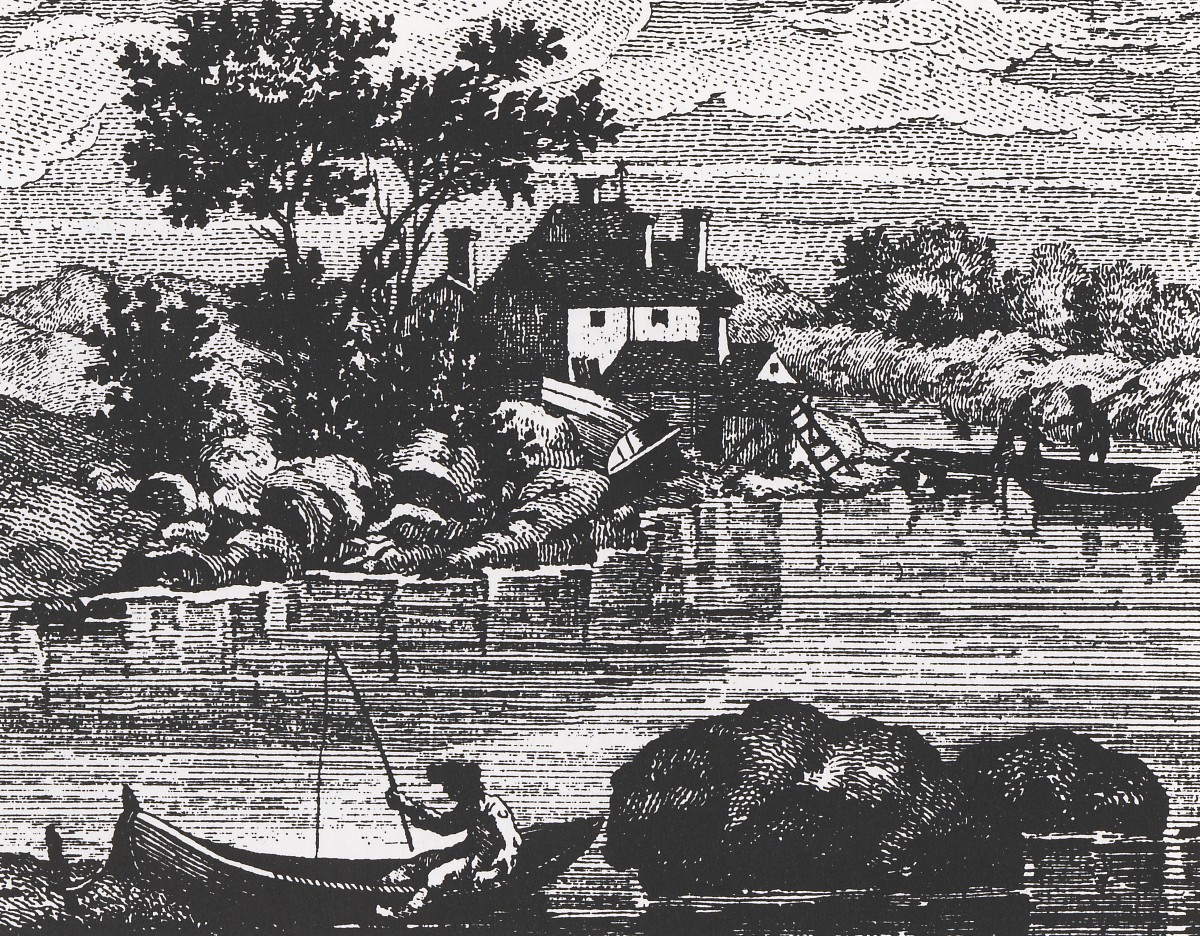
Smedsudden på 1750-talet.

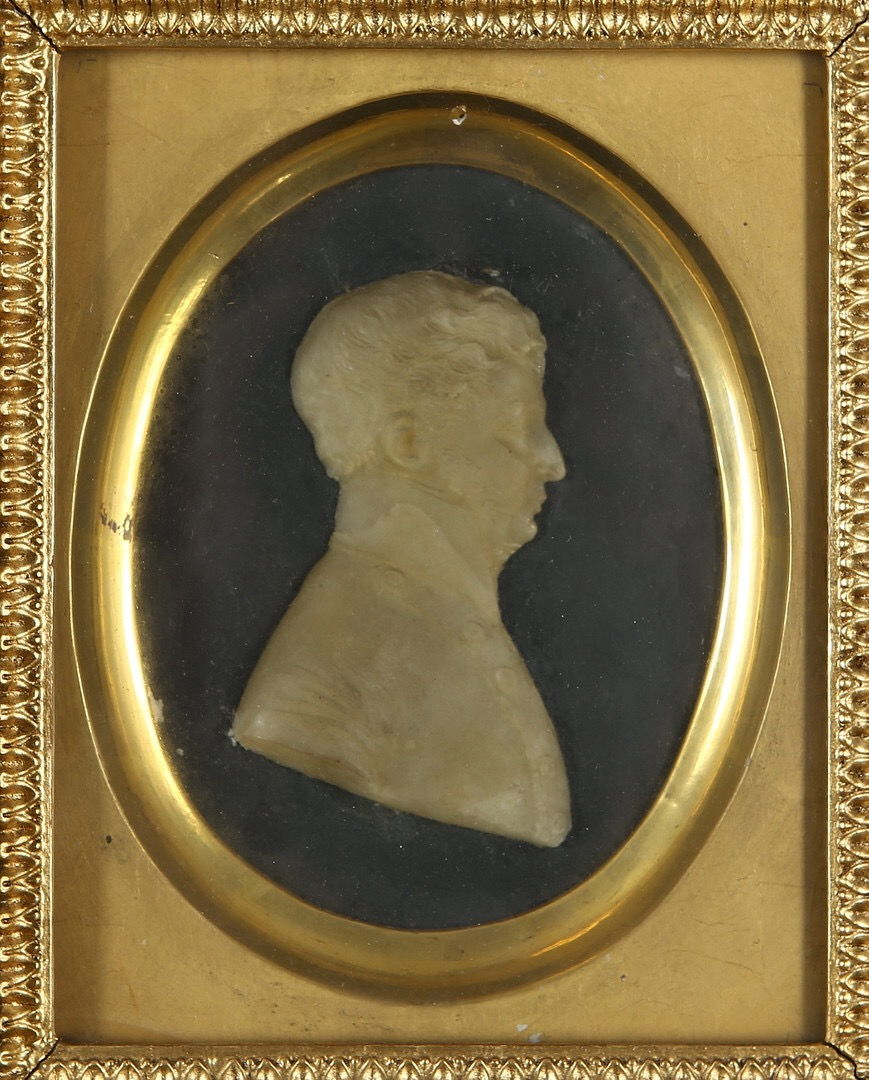
Abraham Fineman (1780-1838) som köpte udden 1812.

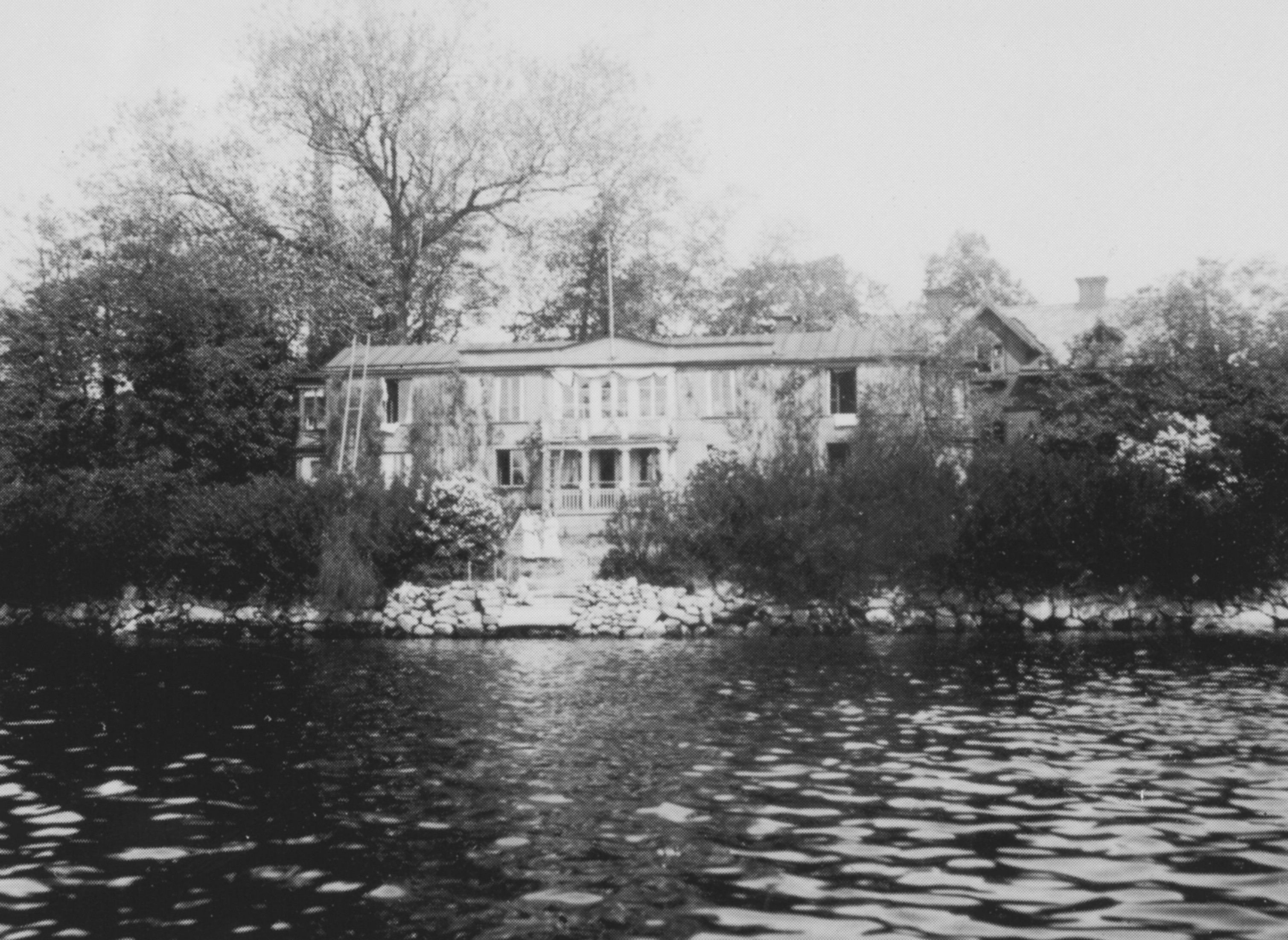
Sjövillan på 1920-talet.

Smedsudden var i mitten av 1700-talet en ö, som kallades Marieskär eller Smedsholmen. Namnet kom från glasbrukssmeden Gustaf Hård och A. Röding, som bodde här. I slutet av 1700-talet blev ön genom utfyllnad en udde. År 1812 köptes udden av överinspektören Abraham Fineman som lät bygga "Sjövillan", en malmgård i empirstil med fyra kolonner kring verandan. Från Sjövillans tomt löpte en liten bro över till Kanonholmarna där ett salutbatteri var anlagt. 
Sjövillan beboddes i slutet av 1910-talet och början av 1920-talet av en konstnärskoloni, de så kallade Smedsuddskoloristerna. 1936 blev Sjövillan svårt brandskadad och ansågs inte vara värd att reparera.
I slutet av 1800-talet förvärvade kommendörkapten Oscar Fredrik Kreüger udden och lät bygga en mindre malmgård på uddens mitt. Anläggningen bestod av två trävillor i den för tiden typiska schweizerstilen med fasadutsmyckningar i snickarglädje, den "Krügerska villan" och "Annexet". 
Smedsudden präglades i slutet av 1800-talet och början av 1900-talet av ångbåtsverksamhet och här fanns reparations-, natt- och vinterhamn för de ångslupar som trafikerade Stockholms vatten för Smedsuddens Ångslups AB och därefter Stockholms Ångslups AB. På uddens västra del fanns ett mindre industriområde med bland annat en metallfabrik och Ideals varv som byggde och reparerade mindre nyttofartyg.
Ännu på 1930-talet gick vägen ut till Smedsudden över en bro, trots att sundet mot Marieberg och Kungsholmen sedan länge var utfyllt. 1924 köpte staden en del av udden och anlade en park som med tiden blev mycket vildvuxen på grund av bristande underhåll. På 1960-talets lades varvsverksamheten ned. 1962–1969 fanns flera vispråmar, bland dem Vispråmen Storken, vid Smedsudden.  I slutet av 1960-talet brann en av vispråmarna och de andra avlägsnades från området. 1965–1972 rustade Stockholms stad upp området, rev varvs- och ekonomibyggnader, glesade ut parken och renoverade den gamla Krügerska villan till caféservering. Den 12 juni 1997 brann även Krügerska villan ner. 
Av Smedsuddens äldre byggnader återstår i dag (2018) endast annexvillan som ingick i den Krügerska anläggningen. Efter Krügers tid har huset disponerats av Smedsuddens Ångslups AB, Stockholms Ångslups AB och från slutet av 1960-talet av Stockholms kajakklubb.

### Badet
Vid Smedsudden finns en av Stockholms mest centralt belägna badplatser, Smedsuddsbadet, som invigdes 1973. Riddarfjärdens vatten var under 1900-talets mitt hälsovådligt men med hjälp av förbättrade reningsverk blev fjärden åter badbar.

### Konstnärlig utsmyckning
På Smedsudden står två skulpturer, "Smalspårig Växel" av Inga Bagge från 1989 och "Fiskfossil" av Ebba Hedqvist från 1985.

## Bilder, byggnader

Nedbrunna byggnader
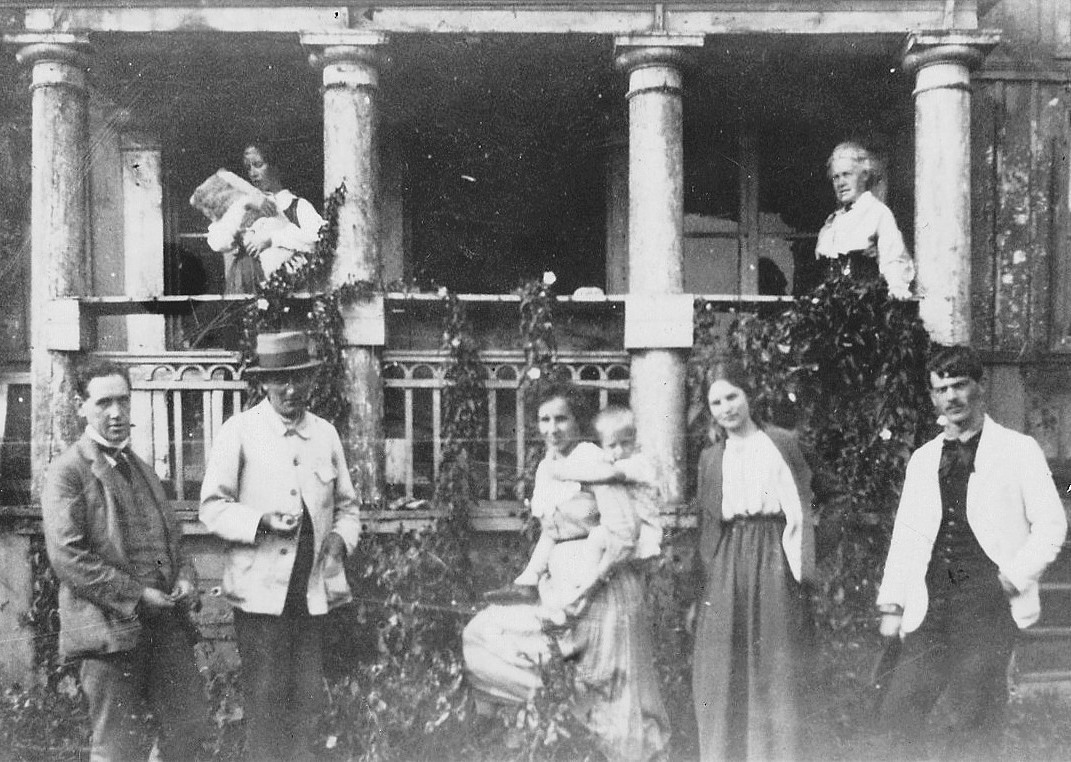
Sjövillans veranda 1922.
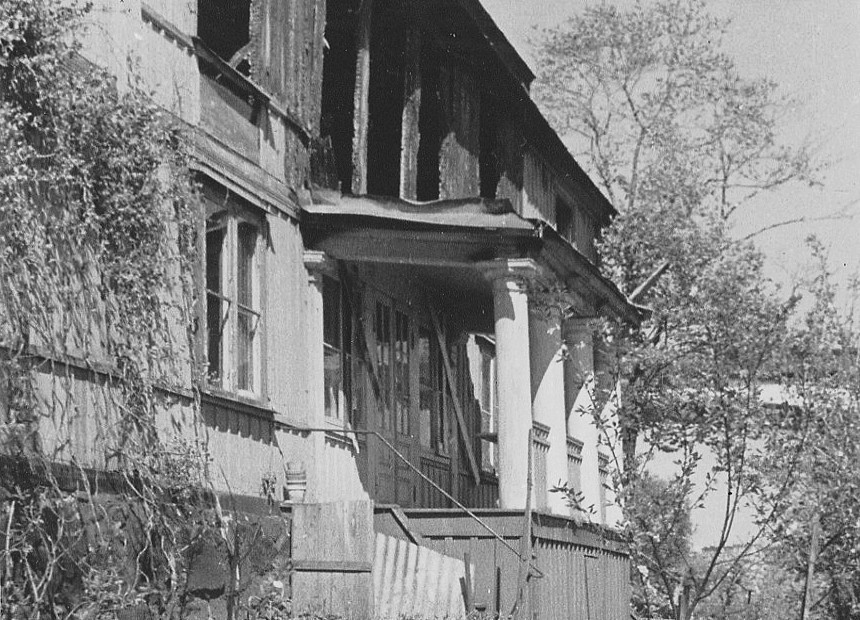
Sjövillan efter branden 1936.
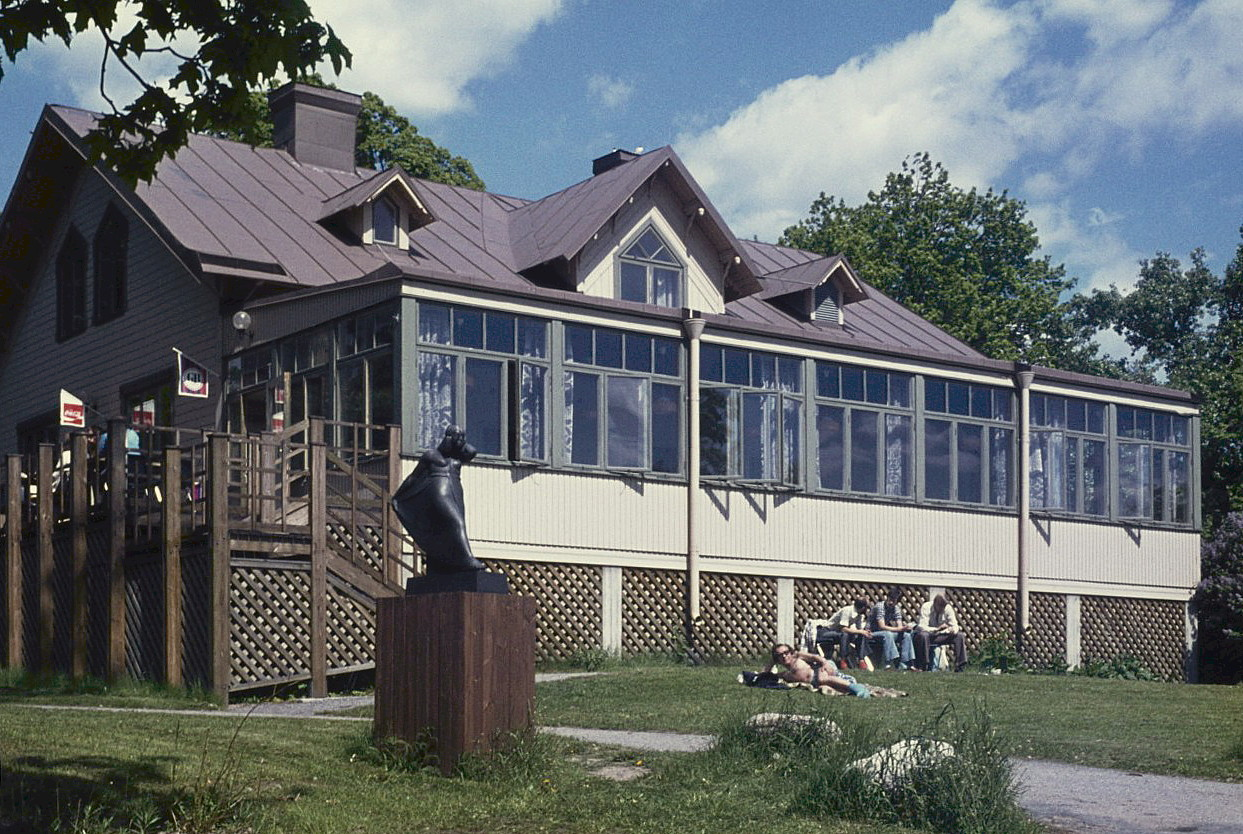
Krügerska villan 1976.
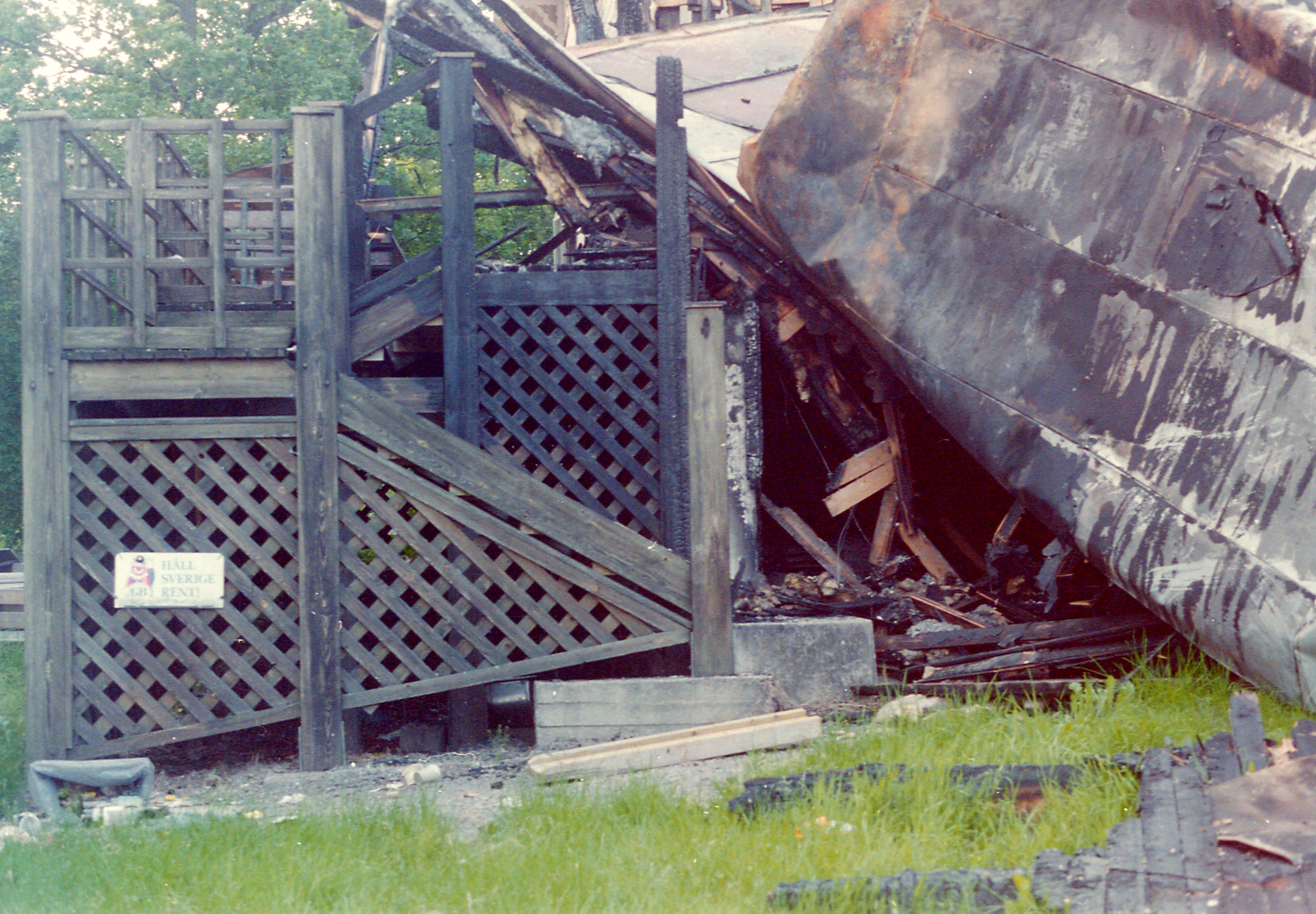
Krügerska villan efter branden 1997.

Annexet
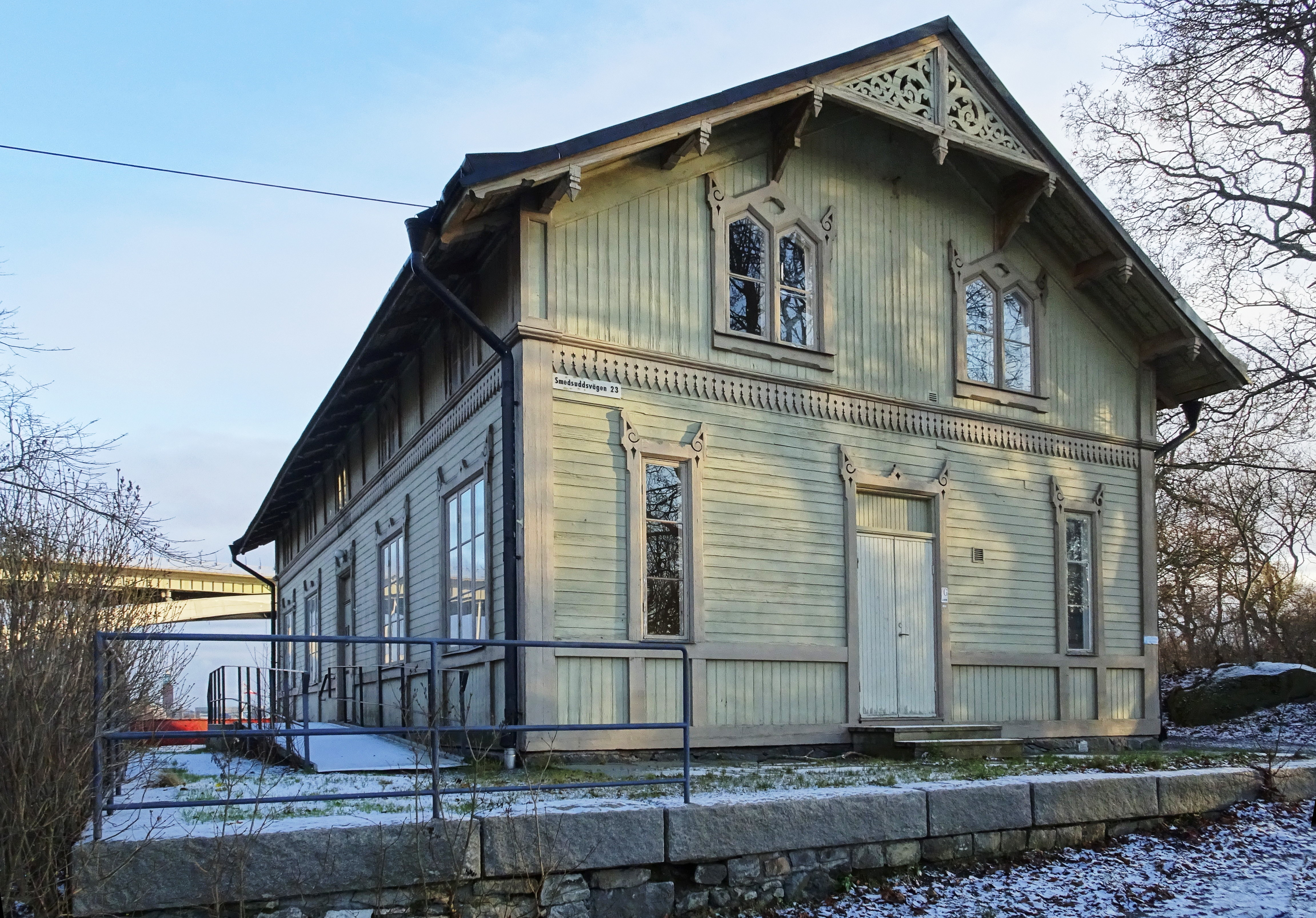
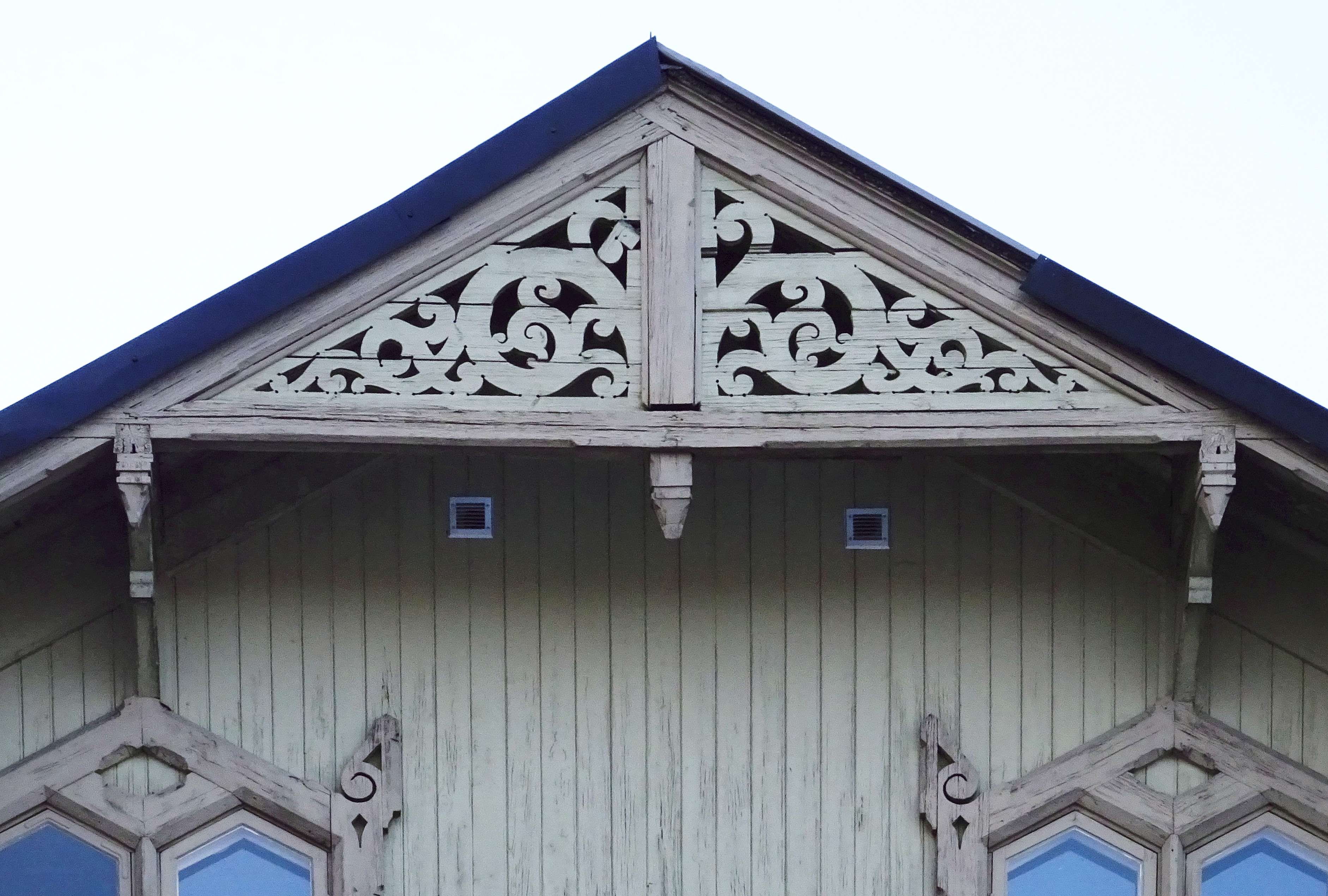
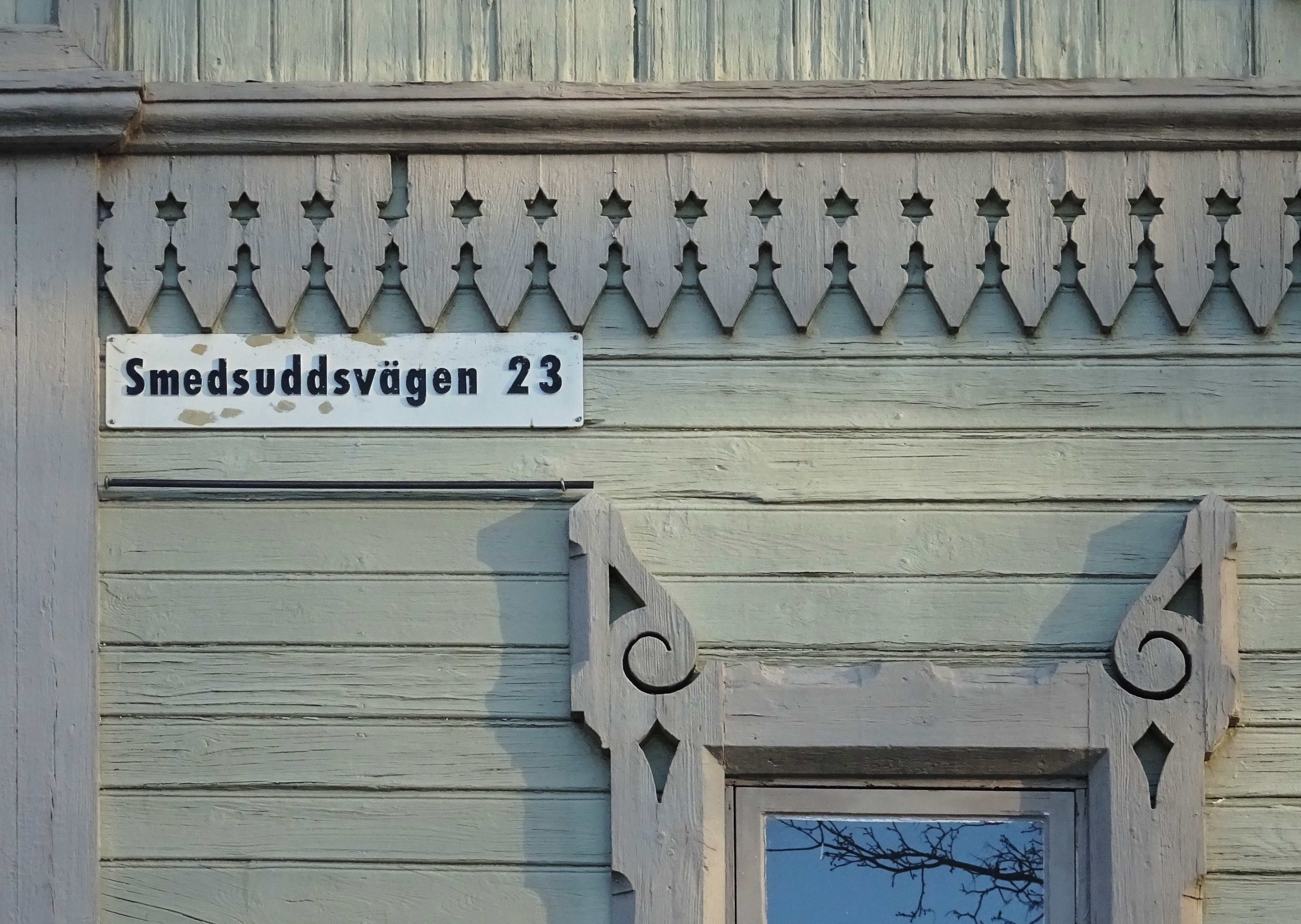
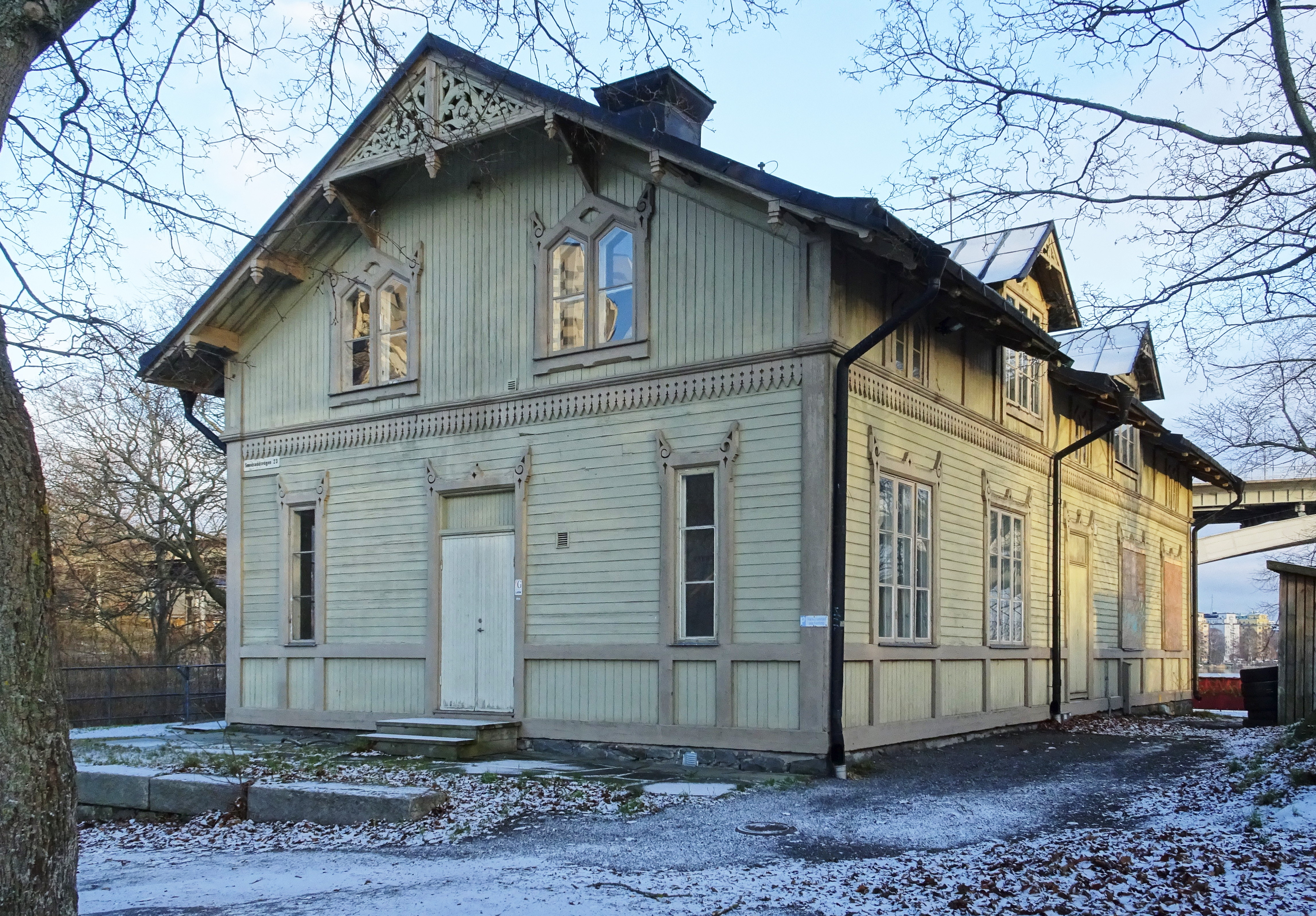